# LY6E
Лимфоцитарный антиген 6E — белок семейства лимфоцитарных антигенов LY6, GPI-заякоренный на поверхности клеток. Продукт гена LY6E.  

## Функция
Белок играет роль в развитии T-лимфоцитов. Действует как модулятор активности никотиновых ацетилхолиновых рецепторов (nAChR). In vitro максимально ингибирует α3β4-содержащие рецепторы.
Высокий уровень экспрессии ассоциирован с плохим прогнозом многих злокачественных опухолей. Ly6E связан с возникновением резистентности к препаратам.

## Структура
LY6E состоит из 131 аминокислоты, молекулярная масса 13,5 кДа. Содержит 5 дисульфидный связей, один участок N-гликозилирования и участок связывания гликозилфосфатидилинозитола (GPI), который связывает белок с клеточной мембраной.

## Тканевая локализация
Экспрессирован во многих тканях, наиболее высокий уровень экспрессии обнаружен в печени, почках, яичниках, селезёнке и лейкоцитах периферической крови.

## Взаимодействия
Взаимодействует с α4-субъединицей nAChR CHRNA4 (nAChRα4).